# The Council
The Council (с англ. — «Совет») — эпизодическая приключенческая компьютерная игра с элементами интерактивного кинематографа, разработанная студией Big Bad Wolf и изданная компанией Focus Home Interactive для Microsoft Windows, PS4, XOne. Релиз последнего эпизода «Шах и мат» состоялся 13 марта 2018 года.

## Сюжет

#### Эпизод I — «Безумцы»
Луи де Рише приплывает на лодке к острову Лорд Мортимера и ступает на сушу в бухте. Вместе с ним там находятся и другие приглашенные гости — герцогиня Эмили Хиллсборроу и кардинал Джузеппе Пьяджи. Луи немного говорит с ними, после этого Джузеппе Пьяджи уходит, а графиня ещё немного говорит с Луи, у которого начинается приступ. Он видит будущее, где его мать Сара избитая и лишившись одной руки говорит (игроку не понятен разговор) с Эмили Хиллсборроу, а после окончания разговора она берёт пистолет и убивает Эмили. Луи опять находясь в бухте приходит в себя, у него из носа идет кровь. Эмили даёт ему платок, после этого они ещё немного говорят, и она уходит сама в усадьбу Лорда Мортимера. После этого он начинает поиск своей матери и видит, что в бухте есть слуга, он спрашивает его нашлась ли его мать, на что слуга отвечает нет, слуга говорит, что во время поисков возле бухты слуги находили остатки еды и видели, что иногда на пляже появлялся костер, который разводил человек.
После этого игрок идет в усадьбу лорда Мортимера, как только игрок зашел, с ним сразу начинает говорить кардинал Джузеппе Пьяджи, который спрашивает (он не знает, что она пропала) где мать героя Сара, ещё он говорит, что у него есть письмо, которое он хотел отдать ей. Если игрок успешного закончит разговор и сможет убедить кардинала отдать письмо ему, то он узнаёт, что Сара де Рише помогает священнослужителям покинуть Францию, где сейчас революция. В этом письме оказывается список людей, которым требуется помощь с эмиграцией в другу страну. После этого игрок идет в другую комнату, в которой находятся все гости, что он видел раньше и видит в ней нового гостя — это Джордж Вашингтон (первый президент США). После разговора с ним игрок видит, что в комнату заходит ещё один новый гость - это Грегори Холм, если спросить Вашингтона о том, кто это, то он скажет, что Грегори влиятельный аристократ Великобритании и близкий друг лорда Мортимера.
Далее перед игроком встает выбор: идти с Грегори в другую комнату или остаться с Вашингтоном и Эмили в этой же комнате. Если игрок идет с Грегори, то в другой комнате они начинают вести разговор, в нем Грегори говорит, что не знает где Сара и зачем лорд Мортимер её пригласил. Все в время в этой комнате была Элизабет Адамс, которая сидела возле камина. Ей стало плохо и гости подошли к ней чтобы помочь, но потом она пришла в себя. Луи возвращается в комнату, где находится Вашингтон и видит его удивление, когда Элизабет проходит мимо него, после этого Грегори собирает всех гостей и говорит, что их комнаты жду их, все гости расходятся и Луи идет в свою комнату и ложится спать. Во сне у него снова видение: он видит комнату, в которой находится Грегори и лорд Мортимер, Грегори говорит Мортимеру, что его слуги бестолковые раз не могут найти Сару де Рише, на что Мортимер отвечает, что, может, Луи поможет им найти её.
После этого происходит стук в дверь, слуга, который находится в комнате, открывает дверь и в комнату заходит Наполеон Бонапарт, лорд Мортимер говорит Грегори, что ему пора уходить, Грегори уходит, а Мортимер начинает говорит с Наполеоном. Сам же Луи просыпается от стука в дверь, открыв её, он видит Вашингтона, который говорит ему, что Элизабет Адамс умерла и он был на её похоронах и просит отвлечь её, а сам он будет проводить обыск в её комнате, чтобы понять настоящая это Элизабет или кто-то притворяется ею. У игрока выбор - помочь Вашингтону или пойти и подслушать разговор Наполеона и Мортимера. Если игрок выбирает послушать, то он идет в соседнюю комнату, которая находится возле комнаты Мортимера, вылезает за окно, становится на карниз и подкрадывается к окну комнаты Мортимера, там он слышит, что Мортимер обещает помочь оружием Наполеону для его военной компании и говорит, что им должна была помочь в этом вопросе Сара де Рише, но она пропала.
Мортимер советует теперь вести дела по этому вопросу с её сыном Луи. После этого игрок возвращается по карнизу в комнату, из окна которой он сюда и попал, но там в темноте к нему сзади подходит Эмили, у неё нож и она держит нож у горла Луи и спрашивает, что он делает в её комнате, игроку нужно убедить её, что он не представляет для неё опасности, в случаи успеха Луи рассказывает весь разговор Наполеона и Мортимера, Эмили убирает нож от горла Луи и отпускает его, но теперь она знает про этот разговор. После этого персонаж пошел в свою комнату и уснул, проснувшись Луи понимает, что мать скорее всего оставила в комнате (где он сейчас) какие-то подсказки ему и начинает их искать, нашел подсказку (книгу, в которой написано невидимыми чернилами (сок лимона)), из найденной подсказки Луи понимает, что ему надо искать где-то в особняке голову Медузы Горгоны (скорее всего это картина).
После этого герой слышат голос слуги, который приглашает персонажа на обед, когда персонаж идет в столовую, то ему на пути встречается Элизабет Адамс, которая начинает с Луи разговор, если игрок провел успешный разговор, то он узнаёт, что её мать страдала от галлюцинаций и приступов гнева, и её муж (Джон Адамс) нанимал врачей, чтобы её вылечить, однако им это не удалось, тогда он нанял женщину Сару де Рише, известного оккультиста, которая начала лечить мать Элизабет своими методами, мать Элизабет родила её и все её недуги прошли, но теперь у Элизабет проявились недуги (голоса в голове). Сара сказала, что зло переместилось в ребёнка, поэтому Сара начала ставить эксперименты (пытки) по изгнанию зла из Элизабет. Сама же Элизабет говорит, что приехала на остров с целью встретиться с известным оккультистом Лордом Мортимером в надежде, что он сможет вылечить её. Когда игрок приходит в столовую, то Грегори Холм представляет новых гостей, ими являются: Иоганн фон Вёльнер - прусский министр по делам религии, Наполеон Бонапарт - лейтенант французской революционной армии, Жак Перю - судья французского революционного трибунала.
Луи говорит с некоторыми гостями во время завтрака. К нему подходит Наполеон и говорит, что им нужно переговорить вдвоем, Луи идет говорит с ним. Начинается разговор, если его провести успешно, то Луи может убедить Наполеона, что знает о сделке поставки оружия, котором занималась его мать Сара и сказать Наполеону, что Франции нужен сильный лидер, чтобы она смогла вернуть свою славу и величие, последние слова очень понравились Наполеону. После завтрака Луи идет искать голову Медузы Горгоны, идя по коридорам особняка, персонаж встречает Джузеппе Пьяджи, у которого спрашивает, не знает ли он слов (из книги), что все на тебя смотрят, Джузеппе говорит, что скорее всего речь идет о галерее лорда Мортимера, персонаж отправляется туда. Когда персонаж зашел в галерею, он видит статую, у которой голова Медузы Горгоны, изучив немного комнату, персонаж понимает, что в этой комнате есть какой-то секрет и помогут ему его разгадать 3 статуи древних римлян, разгадав загадку статуй (их всех нужно было повернуть в разные стороны), персонаж открывает потайной проход в соседнюю комнату.
Когда Луи оказывается в комнате, то он видит в ней Эмили, которая спрашивает, что он делает здесь, Луи не отвечает на вопрос, когда Луи задаёт Эмили такой же вопрос, она тоже не отвечает. Воспользовавшись моментом, Луи и Эмили временно объединяются, чтобы обыскать потайную комнату лорда Мортимера (чтобы найти здесь что-то ценное). Во время обыска Луи находит такие предметы: золотое руно, золотой венок Юлия Цезаря, старый меч, который использовался в Крестовых походах. А Эмили находит такие документы: усадьба в штате Мэн, сотни акров земли в Каталонии, собственность в Шанхае, любопытным фактом является то, что все документы (о покупке того или иного имущества) подписаны подписью лорда Мортимера, но эти документы были подписаны 600 лет назад. Если у игрока есть навык бдительность, Луи может посмотреть на документы и понять, что почерк на всех документах одинаковый (значит это правда, что им столько лет или какой-то талантливый аферист сделал очень хорошую подделку).
Луи может сказать Эмили своё мнение, что возможно лорд Мортимер бессмертный или существует несколько Мортимеров, которые после смерти одного Мортимера занимают его место, а потом у них появляются дети, которые в будущем все так же будут сменять мертвого родственника. После этого разговора Луи ещё раз начинает обыск комнаты и видит какой-то кулон и спрашивает у Эмили, не знает ли она про него что-то. Эмили выглядит очень удивлённой и отказывается говорить, по каким причинам она делает это, начинается разговор, в котором игрок должен убедить Эмили начать доверять Луи и рассказать свою тайну. Если игроку это удалось, то он узнаёт тайну, что у Эмили есть сестра близняшка Эмма и отличить их друг от друга невозможно, у Эммы нет своей жизни, она полностью копирует одежду и манеру общения своей сестры, Эмили говорит, что все задания, которые они получали от своего начальства (которое находится в Великобритании), они выполняли вместе.
Но в этот раз Эмма уехала на остров лорд Мортимера сама, она должна была вернуться на корабле, но этого не произошло, поэтому Эмили и приехала на остров. Эмили и Луи уходят с потайной комнаты. И идут вместе по коридору, где расположены их комнаты, здесь их встречает Элизабет, которая говорит, что ей надо срочно поговорить с Луи, у игрока есть выбор - пойти дальше с Эмили в свою комнату (и там они проведут ночь вместе), или пойти с Элизабет в её комнату. Как только Луи заходит в её комнату, она начинает пить алкогольные напитки (в которых, по её словам, есть опий) и предлагает выпить и Луи, если игрок выпьет, она расскажет ему, что голоса в голове все время говорят ей приказы, что надо делать и она думает, что надо уезжать с этого острова, Луи может её убедить остаться или уехать.
В конце разговора у игрока выбор - выпить ещё больше алкоголя или уйти (если он так сделает, то ночь проведет один), если все же выпьет много алкоголя, то персонаж просто вырубится и заснет. А на утро он проснется от стука в дверь, а потом в комнату зайдет Грегори Холм, а возле Луи будет труп Элизабет, которой перерезали горло. В любом случае, эпизод закончится смертью Элизабет, будет игрок в эту ночь с ней или не будет.

#### Эпизод II — «Игра в прятки»
Начало эпизода начинается с того что Луи находится в кабинете лорда Мортимера и говорит с ним, Мортимер говорит что он надеется на помощь Луи в поисках его матери Сары а так же он допрашивает Луи где он был до убийства Элизабет Адамс и после. После этого Мортимер даёт задание для Луи найти убийцу Элизабет. Обследовав место преступления и опросив всех гостей острова Луи собрал такие улики: убийца был женщиной, орудия преступления нож, убийца был в сапогах и оставил на месте преступления кусок платья серый шелк. У всех гостей нет мотива убивать Элизабет а у некоторых алиби, единственным возможным вариантом может быть что убийца Сара де Рише выбор за игроком говорить это Лорду Мортимеру или нет. Даже если сказать что это Сара убийца (обвинить её нельзя никак так как она пропала). В любом случаи Лорд Мортимер пока закрывает расследование.
Мортимер начинает разговор с Луи о том что его мать Сара должна была наладить отношения с Наполеоном и она хотела профинансировать его военный поход и сам Мортимер хочет поучаствовать в этой затее, на вопрос Луи разве Золотой Орден (и сама Сара) финансирует войны, Мортимер ответил что нет, но в революционной Франции имеет должником офицера действующей армии полезно.
Мортимер предлагает Луи по участвовать в собрании что будет сегодня раз его матери нет, Луи соглашается Мортимер говорит что представитель Золотого Ордена Франции будет кстати. Мортимер спрашивает у Луи а если ещё какая-то причина по которой приехала его мать на остров (можно сказать правду что да она искала покупателя старой книги или наоборот соврать, сказать, что он не знает других причин её приезда). Моритимер говорит что перед исчезновением произошла ещё одна трагедия, Сара застрелила из пистолета Эмму Хиллсборроу (близнеца Эмили), это видел Грегори Холм, а после этого её уже никто не мог найти. Луи спрашивает у Мортимера что делала Сара в последний дни перед исчезновением, он говорит, что она много времени проводила в комнате что наверху.
После этого Луи отправляется в эту комнату, обследовав её находит в книгах и картинах подсказки (от матери Сары) которые помогают ему понять что надо делать дальше, а именно пробраться в потайной  кабинет Мортимера и там будут ответы на вопросы. Но пойти туда Луи не успевает так как слышит звон колокольчиков это делают слуги, для того что бы гости собирались для собрания, Луи чтобы не вызывать никаких подозрений идет туда. По пути на собрания Луи видит Эмили и начинает с ней разговор о том что Сара и Эмма отправляли друг другу письма и общались с помощью их. Перед игроком стоит выбор рассказать слова Мортимера, что Сара убила Эмму из пистолета или не говорить это. Все гости собрались для собрания но новый гость Мануэль Годой начал конфликтовать с Жаком Перю, Луи спрашивает у других гостей кто это, ему отвечают что это Мануэль Годой глава правительства Испании , Годой начинает объяснять причину своей конфликтности оказывается вчера по приказу Национального конвента (в котором работает Жак Перю) был казнен король Франции.
Джузеппе Пьяджи опечален этой новостью так как считает монархов всех стран наместниками Бога на земле. Луи успокаивает гостей, после этого Годой знакомится с Луи. Ещё немного и собрание начнется, Иоганн фон Вёльнер хочет поговорить с Луи, если Луи успешно провел разговор то он может убедить Вёльнер что книгу которую он ищет есть у него (что в действительности враньё) и узнать что Вёльнер ищет эту книгу для Лорда Мортимера. Игрок может поговорить с некоторыми гостями, Джузеппе Пьяджи расскажет что у королевы родилась дочь Мария Изабелла с голубыми глазами как у Годоя, Луи не сильно верит в эти слухи на что Джузеппе говорит но награды и титулы которые получил Годой за последние годы говорят за себя. У игрока есть ещё время, собрания не много перенесли. Луи отправляется в кабинет Мортимера (который он использует для приёма гостей) и с помощью окружающих его там предметов догадывается как открыть приход в тайный кабинет Мортимера. Игрок находится в скрытом кабинете Лорда Мортимера, где находит письма от французского генерала, императора Китая, Короля Великобритании, агента Лорда Мортимера который пишет что он в тюрьме а типографию конфисковали и что скоро Екатерина ликвидирует все ячейки золотого Ордена в Российской Империи.
Письмо от Джона Адамса который просит лорда Мортимера убедить Вашингтона не подписывать закон о рабах в нынешнем виде, игрок находит и другие письма от влиятельных людей других стран мира. Так на одной карте написано сколько людей живет в Франции, на другой показано силы каких стран находятся в Америки. Вовремя обыска Луи находит записку которая прикреплена ножом в огромный глобус в записке пару слов: "Хватит у тебя смелость встретиться со мной одному" (посмотрев внимательно почерк Луи понимает что эти слова написала его мать Сарой), сам нож персонаж вынимает (забирает себе). Поразмыслив, Луи приходит к таким выводам, что нож из статуи, которая была на улице уже много дней. Обыскав весь потайной кабинет игрок пытается выйти оттуда через потайной проход, которым он попал туда (механический замок), если игрок запомнил подсказки какие он находил перед тем как зайти сюда то сможет открыть механический замок, если же игрок не правильно набирает комбинацию, то за героем закрывается решетка и игрок в ловушке.
Пройдя некоторое время в заточение Луи слышит голос Жака Перю (который, наверное, пришел к лорду Мортимеру) игрок может позвать его на помощь и продиктовать ему как открыть механический замок (зайти на много проще чем выйти), Луи благодарит Перю за помощь на тот отвечает что не видел здесь его и собирается уходить, персонаж спрашивает его зачем он это сделал это на что Жак отвечает что для него уже слишком поздно а для Луи ещё может и не поздно и уходит. После этого приключения Луи идет искать свою мать (теперь у него есть подсказка), когда Луи идет по коридорам особняка он видит как Иоганн фон Вёльнер и Джузеппе Пьяджи говорят о чем то важном, (игрок может подслушать их) если игрок подслушивает то узнаёт что Джузеппе отдал 20 каких то копий (раньше они были в Ватикане теперь там муляжи) сэру Грегори 20 лет назад, после этого гости замечают что их подслушивает Луи, с ними можно провести короткий разговор вовремя которого Джузеппе скажет что хоть и отдал копья настоящие Копьё Лонгина только одно.
Вёльнер просит Луи уйти и разговор заканчивается.
Луи спрашивает у слуги от куда может быть этот каменный нож, на что слуга отвечает что в саду есть такие статуи.
Прибыв в сад и разгадав загадки статуи (а именно в какую статую надо воткнуть нож) Луи открывает потайной проход который ведёт в подвал. Перед тем как зайти у Луи опять ведения в которых Годой и Грегори говорят из разговора понятно что Годою надоело что его контролируют (А контролирует его возможно Мортимер). В подвале Луи находит труп и подходит к нему и слышит что кто то находится сзади.

#### Эпизод III — «Рябь»
Луи находясь в склепе (под садом) стоит возле трупа слуги и слышит что кто то стоит рядом оказывается это Вашингтон. Вашингтон не намерен доносить на Луи и говорит что будет молчать о том что видел, Луи и Вашингтон слышат звон колокольчиков значит собрание уже скоро начнется, Вашингтон советует Луи идти на собрание и уходит. Обследовав место возле убитого слуги, Луи находит там остатки еды (которым уже пару дней) и свежий пепел (видно что здесь не давно разводили костер), Луи думает про себя, если бы он не застрял в потайном кабинете лорд Мортимера он пришел сюда раньше и успел бы поговорить с своей матерью Сарой. Дальше игрок идти не может так как дальнейший пути закрыт решеткой с замком а ключа у Луи нету. Выбравшись из склепа Луи отправляется на собрание. Луи заходит в зал собрания (специфическая комната где стоят каменные кресла), все гости уже собрались.
Луи видит что Мортимер и Вашингтон говорят о чем и присоединяется к разговору, Луи спрашивает
как происходит собрание, Мортимер отвечает что его ведут двое ведущих (это он и Грегори) участники собрания говорят что думают о какой то проблеме и начинают голосовать за план решения проблемы, если кто то из участников не согласен с таким планом значит план реализован не будет, но если согласны все тогда все участники возвращаются в свои страны и начинают реализовывать план (на воплощения плана могут уйти годы), ведущие не имеют право голоса в обсуждения плана.
Отвечая на вопрос какое политическое событие произошло из-за собраний говорит что Французская революция, Вашингтон вспоминает что Американская революция тоже произошла благодаря собранию. После вопросов Мортимер смотрит на Вашингтона дав ему понять что хочет поговорить с Луи один, он говорит что сегодняшние собрания посвящено Сша и Луизиане в данный момент она принадлежит Испании, Мортимер хочет предложить что бы Испания отдала её Франция а Франция потом отдала
правительству США и тогда территория Сша увеличится в два раза.
На вопрос Луи а почему не сразу представить такое предложения, Мортимер отвечает что тогда Годой
сразу проголосует против него так как ему не нужны сильные страны где нет монархии. Собрания началось с того что Годой начал обвинять Луи в том что Золотой Орден это беспомощная организация так не смогли помещать казни короля Людовика, у игрока есть выбор сказать что то Годою или делать вид что не услышали его. Лорд Мортимер вносить на голосование план о том что Испания должна
передать Луизиану в владения Франции, Годой сразу отказывается от этой идеи вместе с ним против выступают Вашингтон, Джузеппе Пьяджи, Эмили Хиллсборроу, Иоганн фон Вёльнер. Грегори Холму тоже не понравилась эта идея и он предлагает перенести собрания на завтра и все кто против этой идеи пойти с ним, у игрока есть выбор
остаться с Лордом Мортимером или пойти с Холмом.
Если игрок выбрал Мортимера то он идет с ним и теми кто не против этого плана (А это Наполеон Бонапарт, Жак Перю, Вашингтон (которому план не нравится, но несмотря на это он хочет понять в чем смысл таких действий). Мортиимер просит объяснить Луи все собравшимся суть плана который был внесен на голосования (что Луи и делает сам или с помощью Мортимера). После этого Мортимер говорит собравшимся, что они встретятся с ним завтра на голосовании и пора расходиться, а Луи просит остаться. Мортимер поручает Луи задание убедить Годоя проголосовать за присоединения
Луизианы к Сша, Луи может расспросить Мортимера почему именно он идет на переговоры, Мортимер отвечает что не удивится если после визита Луи Испания обявит войну Франции и что война особо опасной не будет для Франции (так как у Франции есть хороший военный как Наполеон) и Годой плохой стратег по этому война долгой не будет.
Игрок может обыскать комнату Годоя и найти там письмо, письмо адресовано женщине Жозефи в нем Годой пишет что любовью все его жизни является только она и он готов отдать все что имеет ей, а отношения с королевой Испания он называет фальшивыми, после того как игрок находит Годоя он начинает разговор с целю изменить позицию Годоя на голосовании. Убеждением или компрометирующим письмом которое может сильно навредить Годою, Луи все же смог убедить Годоя перейти на сторону Мортимера в этом вопросе. После этого Луи отправляется в свою комнату где через некоторые время к ними приходит Эмили Хиллсборроу, которая пытается убедить
Луи принять сторону Грегори Холма в будущем собрании, игрок может согласится или отказаться в любом случаи после этого Эмили вспомнит про свою сестру близнеца которая по её словам скорее всего где то рядом, а в конце разговора Эмили начнет целовать Луи и у них будет ночь в месте.
На следующие утро начинается новое собрания на котором лорд Мортимер снова спрашивает мнение гостей по вопросу кому должна принадлежать Луизиана, Джузеппе Пьяджи, Эмили Хиллсборроу, Иоганн фон Вёльнер все так же против присоединения Луизианы к Сша. Вашингтон за , Наполеон за (хоть и говорит что Эмили пыталась его переубедить), Годой (в случаи успешного его убеждением Луи) также может поменять своё мнение что за присоединение, но Годой говорит что Испания объявляет войну Франции на этот Наполеон говорит что французские войска скоро будут у границы Испании, остается сказать своё слово Жаку Перю и Луи. Жак начинает говорить первый он начинает обвинять все гостей в том что они всего лишь марионетки у которых нет воли и которые зависят от (кого он не сказал скорее всего Лорда Мортимера), Мортимер пытается сказать Жаку что все в порядке но Жак его не слушает и благодарит за помощь и говорит что должность которую он получил в Франции имеет высокую цену (скорее всего он должен делать все что ему говорит Лорд Мортимер) и что лучше быть свободным и приставляет пистолет к виску
(пытается совершить суицид). 
У Луи есть выбор отговорить Жака от этого поступка или молча смотреть на самоубийства Жака. В любом случаи (смертью Жака или Уходом Жака в свою комнату где теперь за ним буду следить слуги Мортимера), Мортимер закрывает собрание и говорит что продолжит его завтра. После этого Луи и Мортимер начинают разговор в котором Луи узнаёт причины Жака совершить суицид,
оказуется Мортимер решил лишить Жака финансовой и политической помощи следовательно он потеряет свою должность и все привилегии какие у него есть.
Луи отправляется в свою комнату не много побыв в ней, Луи слышит стук в дверь комнаты и голос Вашингтона который говорит что им двоим надо срочно поговорить.
Открыв двери Луи говорит с Вашингтоном который говорит что только что видеть мать Луи, Сару де Рише и Эмили Хиллсборроу которые зашли вместе в комнату Эмили.
Луи немедленно отправляется туда, Луи может проникнуть в комнату двумя способами: через входные двери или окно (в которое можно попасть через балкон который соединяет и соседнюю комнату). Когда Луи зашел в комнату Эмили он видит свою мать Сару без сознания на полу и что Эмили и Эмма вооружены пистолетами каждая из них угрожает застрелить другую и говорят что она настоящая Эмили, игроку придется с помощи вопросов (которые нужно задавать обоим женщинам) выяснить которая из женщин настоящая Эмили. Услышав ответы на вопросы игрок сможет понять которая из женщин Эмили, ситуация заканчивается тем что Эмили стреляет в Эмму которая падает мертвой на пол. Сразу после смерти Эммы в сознание приходить Сара,
Эмили советует Луи и Саре бежать через балкон в соседние комнаты что они и делают.
После этого Луи говорит Саре что они встретятся в склепе , придя в склеп
Луи встречает Сару и начинает с ней разговор, из которого начинают проясняться все
события которые происходили на острове. Сара говорит что: в мире существуют демоны духи которые могут захватывать тела людей и полностью их контролировать Грегори Холм и Лорд Мортимер одержимые такими духами. И что Иоганн фон Вёльнер
искал одну книгу для демона и как оказалось этот демон контролирует лорда Мортимера. Сара спрашивает Луи не заметил он чего то не обычного (что подтверждает её опасения что на острове демоны), Луи сказал что да документы на покупку земли
в разных странах мира подписаны Мортимерам но дата подписания этих документов
несколько столетий назад. Сара говорит что ещё одно доказательство того что Мортимер демон его большие политические связи, она говорит что сама всю свою жизнь заключала союзы между Золотым Орденом и другими влиятельными людьми в мире.
Но то сколько у Мортимера политических связей это просто противоестественно, один человек не смог бы за всю свою жизнь обзавестись таким количеством политические связей. Так же сами собрания тоже можно назвать очень необычным явлением что столько влиятельных и сильных людей собираются в одном месте без охраны и свиты
тоже является доказательством влияния демонов.
Сара рассказывает о своём прошлом что когда ей было 20 лет она путешествовала по миру и один раз в персидском зале с своей группой археологов она нашла древний гримуар с открытыми замками.
он состоял из семи частей, и каждая была отдельной книгой в металлическом переплёте, все семь томов образовывали один огромный фолиант. Когда она приехал с гримуаром в Францию то стала расшифровывать и изучать его целым днями на пролёт.
Но изучить текст ей не удалось так как он был на непонятно языке, возможно этот язык был задолго до шумерского, Сара вспоминает что она придумал другой план как изучить гримуар, она собрала самых известных оккультистов что бы понять что написано в гримуаре. Никто не смог разгадать гримуар, кроме одного оккультиста (Сара считает что демон который контролировал тогда того оккультиста, сейчас контролирует Мортимера) он был молод, обаятелен, экстравагантен и смог перевести несколько абзацев, после этого Сара месте с этим оккультистом провели несколько месяцев изучая гримуар, он помог понять некоторые фрагменты, но Сара начала подозревать, что он в действительности знает больше о гримуаре, чем говорит.
В конце концов оккультист смог завоевать доверия Сары что бы больше времени оставался с гримуаром и смог его украсть, за пару дней до кражи артефакт оккультист предложил Саре стать его ученицей на что та ответила отказом.
Сара говорит что после этого она искала его всю свою жизнь за пару лет до того как она оказалась на острове Мортимера, она пыталась его поймать в Берлине, после этого в Лондоне вовремя погони за ним погибло 6 человек из Золотого Ордена. После этого она делал попытки его поймать: в Тунисе, Польше, Индии, и Венеции. Сара говорит как она оказалось на острове Мортимера, Иоганн фон Вёльнер который хотел купить книгу Аль азиф а Луи и Сара ему помешали (ещё раньше в Великобритании), после этого Вёльнер отправился на остров Мортимера что бы рассказать Мортимеру что все ещё ищет книгу.
А Сара поехала за ним что бы узнать кто покупатель (так как покупатель точно демон), Сара находясь на острове иногда говорила с лордом Мортимером и так прошло пару дней, пока однажды она не поняла что демон и есть
лорд Мортимер, тогда она и решила пряталась на острове от всех людей что есть там. Игрок может узнать от Сары о других событиях которые происходила на острове вовремя его прибытия: Луи спрашивает почему она пытала Элизабет Адамс, Сара отвечает что в неё вселился демон для того что бы шпионить за её отцом
Джоном Адамсом отцом основателем США и вице президентом США и Саре очень жаль что она такими методами (пытками) хотела её вылечить но других способов как изгнать демона она не знала. На вопрос какое отношения сестра близнец Эмма (которые раньше была убита) имеет к это истории, Сара говорит что
она член Золотого ордена и так как она была на острове она помогла Саре спрятать
книгу Аль азиф а после этого её гибель была неизбежной, так как она могла выдать
тайник где хранилась книга.
На вопрос о том зачем Золотому Ордену финансировать военную экспедицию Бонапарта, Сара отвечает что так как она оказалась в ловушке на этом острове, поэтому она пообещала Бонапарту помощь, она знала что его поддерживает Мортимер. Ещё она сказал что сдерживать общения у неё намерения не было и как только она выбралась бы с острова, то данное соглашения было бы сразу аннулирован. После того как Сара ответила на все вопросы Луи, она спрашивает  у Луи а какой проект в этот раз внес Мортимер на голосование, Луи отвечает что присоединения Луизианы к Америки с целю потом увеличения Америки а дальше Америка сможет захватить весь континент, Сара говорит что неплохой план так как Мортимер полностью контролирует Вашингтона, следовательно сверхдержава Америка будет в его руках.
Сара просит Луи помочь ей с головоломкой, большая дверь в центре которой находится круг в которой нужно вставить руку, Сара говорит что ей оторвало руку когда она вставила в круг двери руку и попыталась открыть дверь, а причина что так случилось в том что сперва для двери надо найти несколько артефактов и вставить их в предметы какие возле двери (к примеру стол и некоторые предметы на столе). С помощью советов Сары и гостей (у каких Луи спрашивал где находятся артефакты которые надо для двери) а так же опять посетив сокровищницу (где находит некоторые артефакт) и тайный кабинет Лорда Мортимера (в которой он находит код для двери), Луи все же смог открыть большие двери.
Эпизод IV — «Горящие мосты»
Эпизод V — «Шах и мат»

## Разработка
В декабре 2017 года, компания издатель Focus Home Interactive объявила, что в феврале 2018 года ею будет издана игра The Council , издатель так же сказал, что игру создаёт студия Big Bad Wolf. Ещё издатель рассказал о сюжете игры и персонажах, что там будут. Разработчики сказали, что игра будет выходить эпизодами (Игра будет состоять из 5 эпизодов). В феврале 2018 года игра не вышла, но в начале марта 2018 разработчики сказали, что первый эпизод выйдет 13 марта. В марте 2018 разработчики опубликовали дневник разработчиков, в котором была информация, что прохождение каждого эпизода игры займет 3-4 часа. Второй эпизод игры вышел 17 мая 2018 года. Третий эпизод вышел 26 июля 2018 года
, четвертый эпизод вышел 27 сентября. Дата выхода пятого (последнего) эпизода – 4 декабря 2018 года.

## Отзывы
| Сводный рейтинг | Сводный рейтинг |
| Агрегатор       | Оценка          |
| --------------- | --------------- |
| GameRankings    | 76,73 %         |